# 索康尼
索康尼（Saucony） /ˈsɔːkəni/ 是一家美國運動鞋制造商，是Wolverine World Wide的子公司

## 历史
索康尼公司第一间工厂始创于1898年，建立于美国库茨敦的索康尼河高地。1910年, 来自俄国的移民亚伯拉罕·海德(Abraham Hyde)在马塞诸塞州剑桥成立了一家鞋业公司, 并命名为Hyde Athletic Industries. 多年以来，这家Hyde公司因运动鞋制造而变得闻名，例如包括SpotBilt和PF Flyers品牌；Hyde公司在60年代后期收购了索康尼公司，并将它迁至剑桥。1979年，两款索康尼的跑鞋被Runner's World magazine杂志评为前十，接下来的次年的春天，这些产品的需求已经翻了20倍。80年代后期，当索康尼已经成为Hyde公司的主要品牌后，Hyde公司正式改名为索康尼。
索康尼的鞋盒曾经印有"sock a knee"这句话，而索康尼的标志则代表索康尼河的涓涓細流，中间的三点代表溪石。
索康尼公司也是一件受欢迎的赛车鞋生产商，产品包括田径运动钉鞋和越野赛车鞋。索康尼还为特殊的田径运动生产专业鞋类。
2012年，索康尼、Keds、Stride Rite和Sperry Top-Sider一同成为Wolverine World Wide的子公司。
2019年3月5日，特步與Wolverine World Wide訂立協議，成立合資公司，在中國內地、香港及澳門開展Merrell(邁樂)及Saucony(索康尼)品牌旗下鞋履、服裝及配飾發展、營銷及分銷。
2021年，三商行與台灣鞋業名牌代理翹楚-伯諾(ARNOR)公司，聯合成立三諾(SANOR)(股)公司，代理Saucony在台灣的營銷及分銷。

## 鞋类

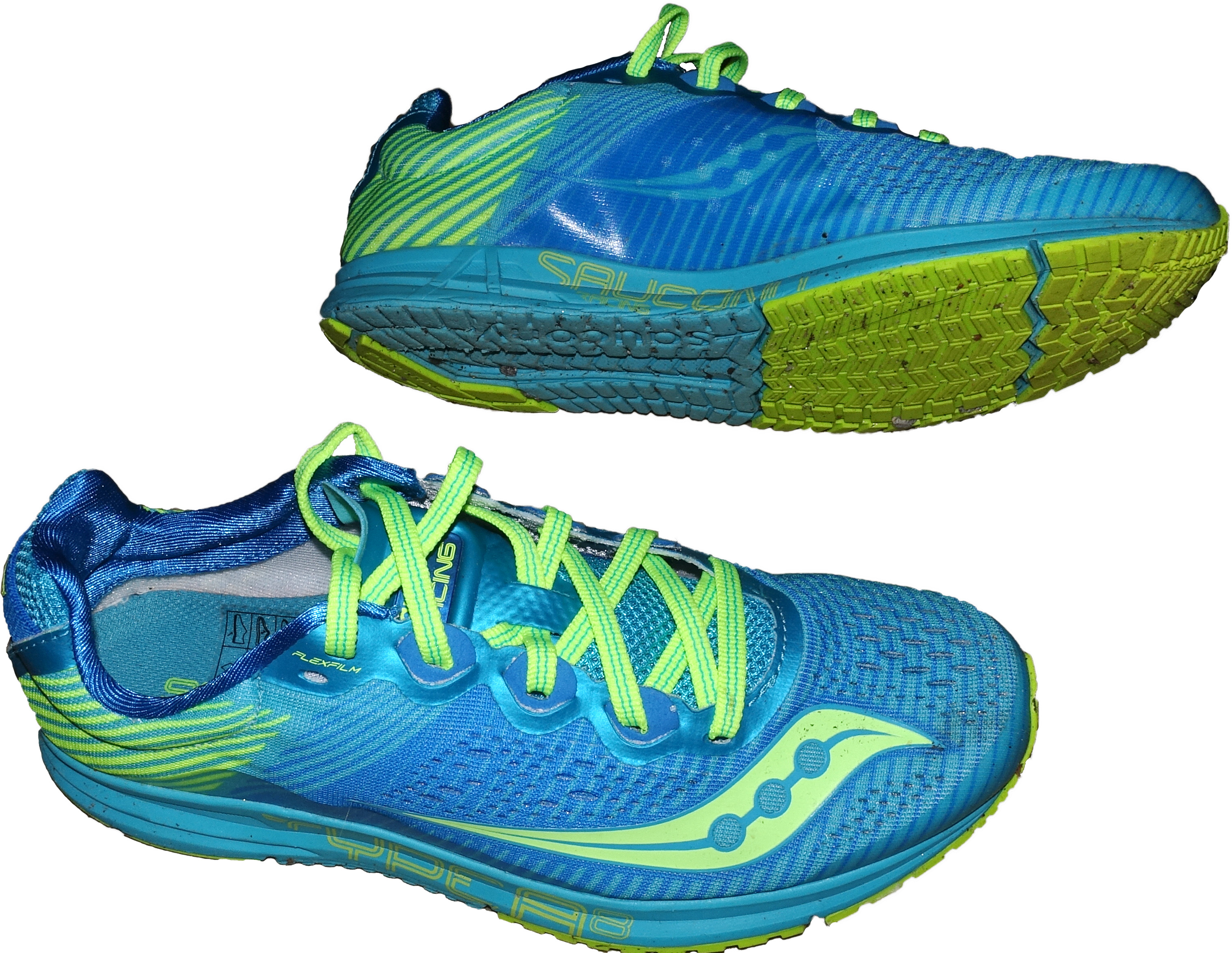

索康尼公司生产的产品提供了非常多元化的选择，例如跑步、田径、竞速、步行等等。每一个种类的鞋都运用了适应目标运动的特殊科技，主要设计意图是为了跑步、竞速和行走。鞋子还有专门针对跑手的脚长、类型、足弓、内旋、地点而作特别设计。

## 复古系列
复古系列是索康尼的一个分支，主打复古鞋型和轮廓，同时又配以更好的材料和颜色搭配。这个分支的全球社交媒体经理和生产线经理是Brandon Williams，也被称为RunBimma。